# Bourem
Pour l’article homonyme, voir Bourem (homonymie).
Bourem est une ville et une commune malienne, chef-lieu cercle de Bourem dans la région de Gao. La cité est bâtie sur la rive gauche du Nige, à 95 km au nord de Gao à laquelle elle est reliée par la route nationale 18.
La langue dominante est le sonrhai. Bourem est une ville touristique du Mali. Son climat est sahélo-saharien comme dans toutes les villes du Nord.

## Histoire
Bourem Foghas, chef-lieu de la commune tire son nom d’une part de la déformation du mot Tamasheq « In Boragan » qui signifie le milieu des dattiers sauvages et d’autre part du mot « Foghas » qui n’est autre que le surnom d’un des premiers chefs de village Amadou Ajinafou dont les frères Ali et Sidi Amar ont fondé le village de Bourem qui a porté leur nom sous la colonisation[réf. nécessaire]. Il devient le chef-lieu de la subdivision de Bamba transférée le 12 avril 1924. À la création du cercle en 1961, il devient le chef-lieu du cercle et avec le nouveau découpage communal opéré par la loi no 96-059 du 4 novembre 1996, c’est aussi autour de cette localité que s’est formée la commune urbaine de Bourem.
Plusieurs communautés ou entités socio-historiques et culturelles cohabitent harmonieusement à Bourem pendant des siècles. A l'origine de sa fondation et jusqu'aujourd'hui, il existe la communauté sorko/Manabera borey (des pêcheurs/les gens de Manabera qui seraient des descendants de Fara Makan Boté), la communauté de Dakana ou Dakana borey (les gens de Dakana qui seraient des descendants de l'empereur songhay Askia Mohammed), la communauté arma dont l'ascendance paternelle serait d'origine marocaine arrivée lors de l'invasion marocaine (aujourd'hui ses membres ont des liens de sang avec les autres communautés), Ahomeye boreye (les gens de Ahomeye), Sammiya boreye (les gens de Sammiya). Depuis le 30 octobre 2019, le Ministère malien de la Culture a reconnu Dakana comme un patrimoine culturel immatériel dans son inventaire national. 
Lors du conflit au Mali en 2012, la ville tombe sous le contrôle des mouvements radicaux islamistes Mouvement pour l'unicité et le jihad en Afrique de l'Ouest et Ansar Dine. Après l'opération Serval engagée par l'armée française à partir du 11 janvier 2013, l'ensemble de la boucle du Niger est libérée au début du mois de février. Le 17 février 2013, des troupes françaises, nigériennes, et maliennes prennent position à Bourem pour sécuriser la zone et réduire les poches de résistance des groupes islamistes dispersés dans la région.

## Religion
La seule religion pratiquée dans le cercle de Bourem est l'islam[réf. nécessaire]. Dans chaque village il y a au moins une mosquée. Seuls quelques étrangers fonctionnaires venus travailler pratiquent le christianisme.

## Économie
L'économie de la ville est en partie basée sur l'agriculture, le commerce et l'élevage, sans oublier l'artisanat pratiqué par les femmes qui confectionnent des nattes, des éventails et les forgerons qui fabriquent les couteaux, les sabres, les selles de monture de chameaux et de chevaux.
Les échanges commerciaux portent en majeure partie sur les ventes et les achats de bétail, du sucre, du thé, des céréales, des dattes, des vêtements, du poisson, et de l'azalaï (système caravanier de transport du sel gemme en provenance de Taoudeni).

## Démographie
| 1976  | 1987  | 1998   | 2009   |
| ----- | ----- | ------ | ------ |
| 4 538 | 5 609 | 21 227 | 27 488 |

## Culture
- Festival Tamasonghoï à Bourem : festival sur les cultures du Nord avec des artistes locaux et internationaux, course de chevaux et pirogues, conférence et restauration traditionnel...
- Forum de Dakana : une rencontre des enfants de Bourem qui se réclament de Dakana, soit par ascendance (Askia Mohamed), soit par fraternité (liens de sang et de partage de culture) organisée tous les 2 ans depuis 2019 à Bourem.

## Politique
| Année | Maire élu             | Parti politique |
| ----- | --------------------- | --------------- |
| 2004  | Amadou Mahamane Touré | BDIA            |
| 2009  | délégation spéciale   |                 |

Le conseil des ministres a adopté le 3 février 2010 un projet de décret portant nomination des membres de la délégation spéciale chargée d’administrer la commune à la suite de l’annulation des élections communales de 2009 dans cette commune. Cette délégation est présidée par Boubou Bathily, administrateur civil.